# EF83

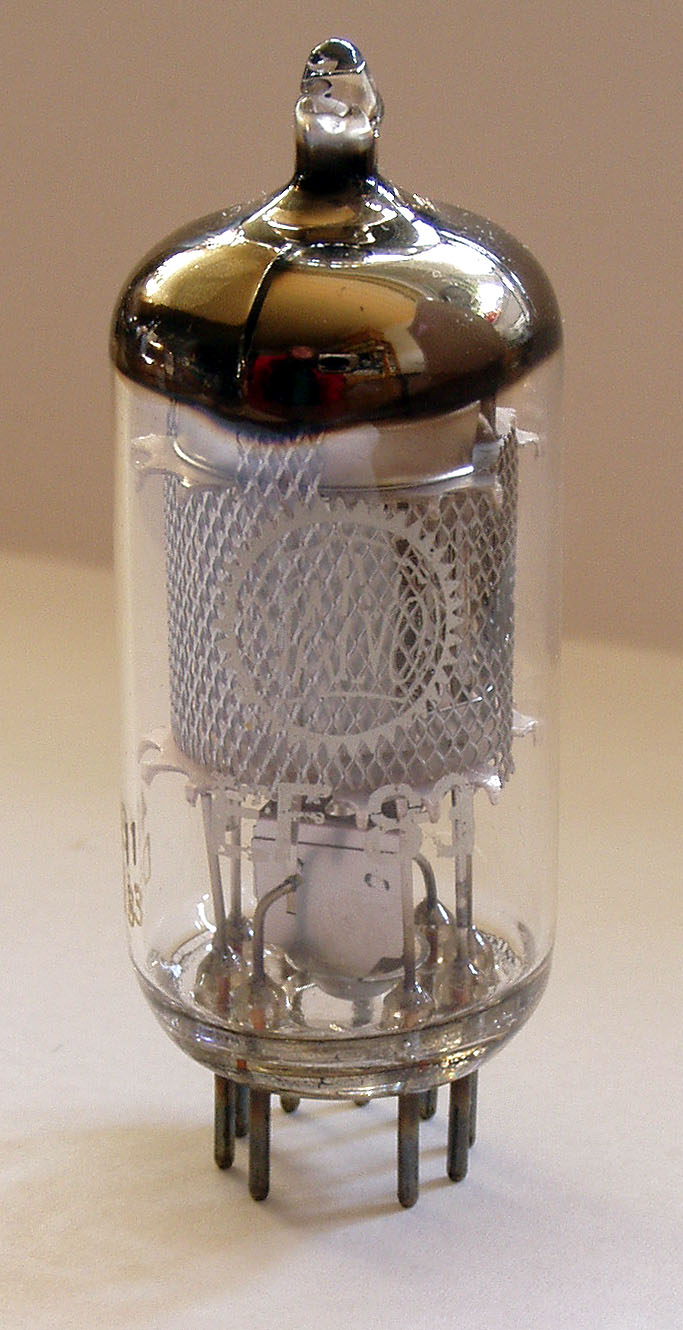
Eine NOS EF83 von Valvo – das Elektrodensystem ist mit einem Gitter geschirmt.

Die Elektronenröhre EF83 ist wie die EF86 eine Kleinsignalpentode mit geringem Rauschen und mit einem Noval-Sockel, die aber im Gegensatz zu dieser aufgrund der besonderen Konstruktion ihres Steuergitters (ungleiche Abstände der Gitterdrähte) eine gitterspannungsabhängige Steilheit und damit eine Regelkennlinie besitzt (remote-cutoff Pentode). Dies ermöglicht eine Änderung der Steilheit und damit der Verstärkung über eine veränderliche Vorspannung.
Sie erschien 1956 auf dem Röhrenmarkt, zwei Jahre nach der Vorstellung der EF86, und wurde wie diese hauptsächlich für hochwertige NF-Anwendungen konstruiert. In den gehobenen Klassen der Tonbandgeräteserien der führenden Hersteller aus der Mitte des 20. Jahrhunderts war die Röhre das aktive Standardbauelement für die automatische Aufsprechregelung.

## P-Reihe
Die Paralleltype PF83 mit 0,3 A Serienheizung ist bis auf die unterschiedlichen Heizungsdaten und die fehlende bifilare Auslegung des Heizfadens mit der EF83 austauschbar. Dies ermöglicht auch eine einfache optische Unterscheidung der beiden Reihen.